# Roman Babajan
Roman Babajan (ros. Роман Георгиевич Бабаян; ur. 7 grudnia 1967 w Baku) – rosyjski dziennikarz, gospodarz telewizyjnego show „Własna prawda” (ros. Своя правда) na kanale NTV i „Prawo głosu” (ros. Право голоса) w TV Centr, jak również redaktor naczelny radia „Moskwa mówi” (ros. Говорит Москва).
Jest również członkiem Moskiewskiej Dumy Miejskiej.
Decyzją z dnia 28 lutego 2022 r. Rada Unii Europejskiej nałożyła na Babajana sankcje za aktywne wspieranie działań podważających integralność terytorialną, suwerenność i niezależność Ukrainy, a także stabilność i bezpieczeństwo na Ukrainie.